# مدارس الاستشراق
مدارس الاستشراق، اهتمت الدراسات الاستشراقية بجميع الجوانب الحضارية والسياسية والفلسفية والدينية والاقتصادية الخ، وكانت هناك توجهات خاصة لكل مدرسة من مدارس الاستشراق، فالاستشراق الفرنسي والهولندي مثلاً اهتم بالجوانب اللغوية والأدبية واهتمت المدرسة الألمانية والفرنسية أيضاً بتحقيق ودراسة المواضيع العلمية في الحضارة العربية، واهتم الاستشراق البريطاني والألماني بدراسة العقائد الإسلامية والدين الإسلامي أما المدرسة الروسية فقد اهتمت بدراسة التراث ومن أهم مدارس الاستشراق:
- الاستشراق الفرنسي
- الاستشراق البريطاني
- الاستشراق الألماني
- الاستشراق الإسباني
- الاستشراق الإيطالي
- الاستشراق الهولندي
- الاستشراق الأمريكي
- الاستشراق الروسي

## راجع
- أنور محمود زناتي: زيارة جديدة للاستشراق، مكتبة الأنجلو المصرية، 2006 م.
- إدوارد سعيد: الإستشراق: المعرفة، السلطة، الإنشاء، نقله إلى العربية كمال أبو ديب، الطبعة الأولى، بيروت، مؤسسة الأبحاث العربية، 1981، 368 صفحة.
- إدوارد سعيد: الثقافة والإمبريالية، نقله إلى العربية وقدّم له كمال أبو ديب، الطبعة الثانية، بيروت دار الآداب، 1998.
- إدوارد سعيد: تعقيبات على الإستشراق، ترجمة وتحرير صبحي الحديدي، الطبعة الأولى، عمّان، المؤسسة العربية للدراسات والنشر، 1996.
- إرفن جميل شك: الاستشراق جنسياً، ترجمة وتحقيق عدنان حسن، الطبعة الأولى، دمشق، قدمس للنشر والتوزيع، 2003 .
- إسماعيل أحمد عماير ة: بحوث في الاستشراق، الطبعة الأولى، عمّان، دار وائل للطباعة والنشر والتوزيع، 2003، 543 صفحة.
- إسماعيل أحمد عمايرة: المستشرقون وتاريخ صلتهم بالعربية: بحث في الجذور التاريخية، عمان، دار حنين، 1992.
- إسماعيل أحمد عمايرة: بحوث في الاستشراق واللغة، القاهرة، مؤسسة الرسالة، 2000.
- إسماعيل محمد: الاستشراق بين الحقيقة والتضليل: مدخل علمي لدراسة الاستشراق، الطبعة الثالثة، القاهرة، دار الكلمة للنشر، 2000.
- أكرم ضياء العمري: موقف الاستشراق من السيرة والسنّة النبوية، الرياض، مركز الدراسات والإعلام دار إشبيليا، 1417/1998.